# Gerlikon
Gerlikon ist eine Ortschaft auf einer Anhöhe südwestlich von Frauenfeld im Kanton Thurgau. 1998 wurde Gerlikon in die Stadt Frauenfeld eingemeindet. Vorher war Gerlikon als Ortsgemeinde Teil der damaligen Munizipalgemeinde Gachnang.

## Geschichte
Gerlikon wurde 1248 als Gerlichoven erstmals urkundlich erwähnt. Die Ortsgemeinde umfasste neben dem Dorf Gerlikon folgende Höfe:
- Teuschen, 1269 im Besitz des Klosters St. Gallen, später des Klosters Feldbach
- Hungersbühl, 1308 im Besitz des Klosters Reichenau, später des Klosters Tänikon
- Bewangen, 1357 im Besitz des Klosters Reichenau[3]

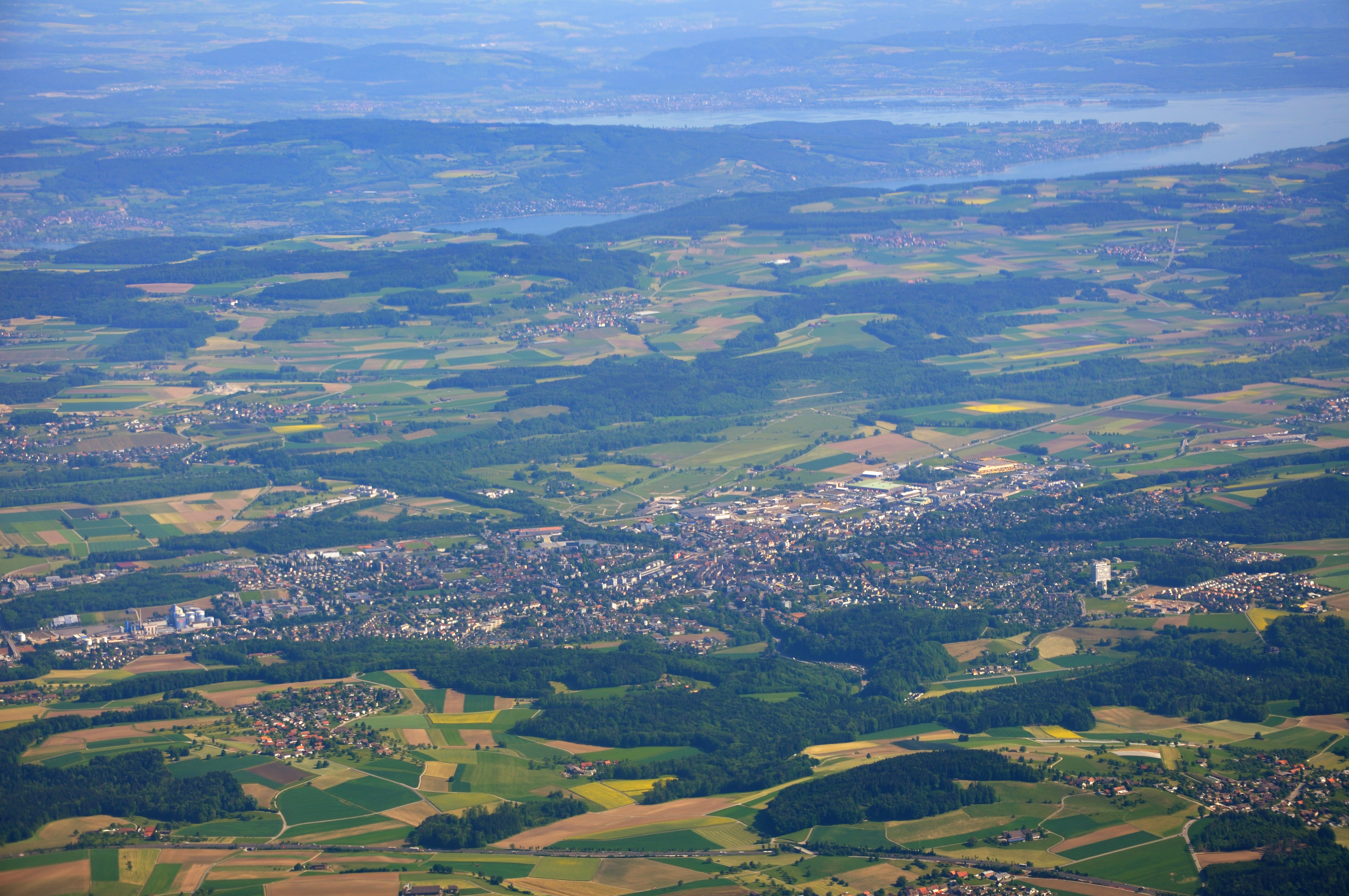
Gerlikon ist auf der Luftaufnahme unten links zu erkennen, dahinter die Stadt Frauenfeld.

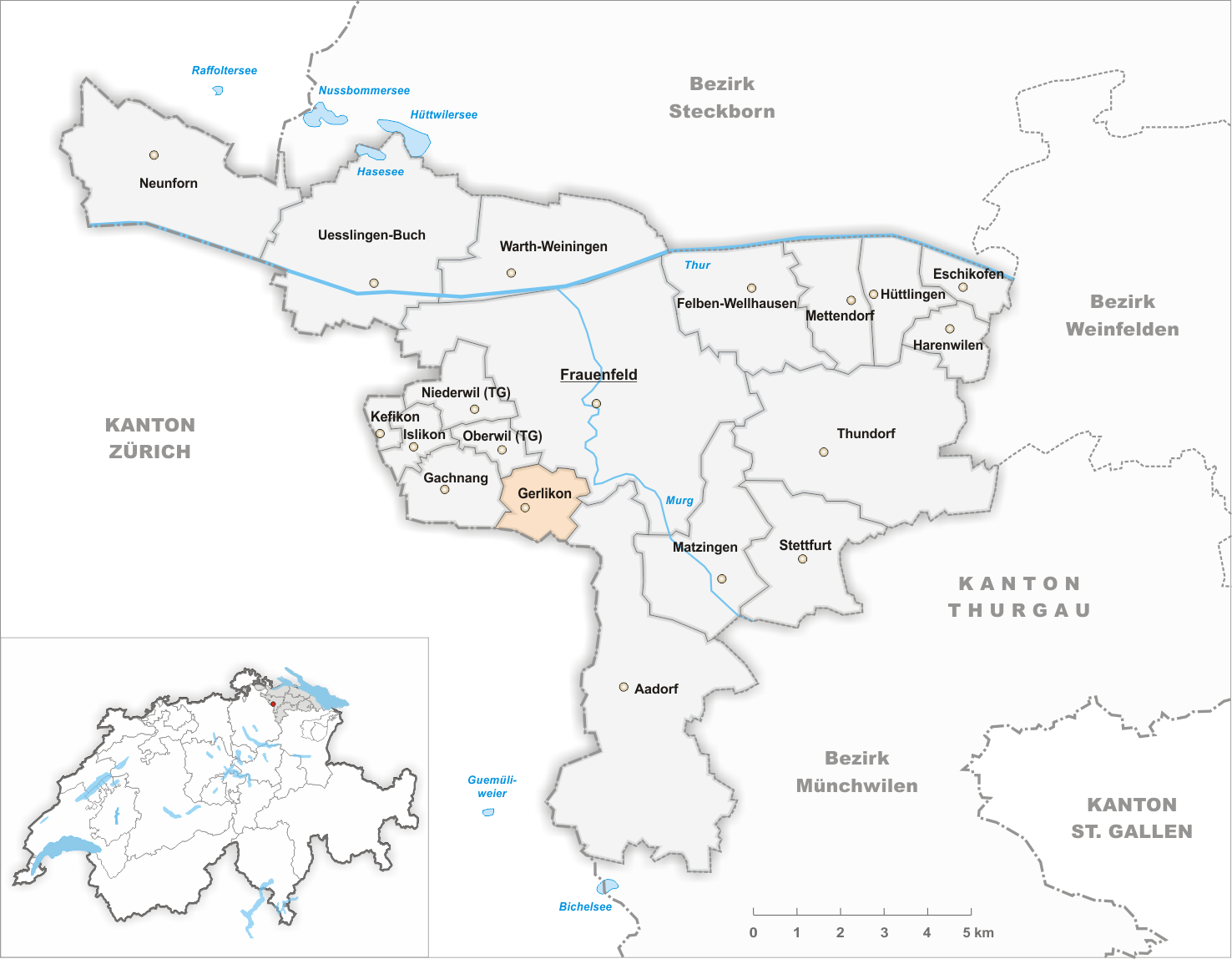
Gemeindestand vor der Fusion im Jahr 1998

In Gerlikon war das Reichenauer Ministerialengeschlecht von Gerlikon ansässig, welches in der zweiten Hälfte des 13. Jahrhunderts seine Blüte erreichte. Die Güter der von Gerlikon gingen um 1300 grösstenteils ans Kloster Feldbach, wenige ans Kloster Töss. Die niedere Gerichtsbarkeit kam ans Stadtgericht Frauenfeld.
Wohl im Zusammenhang mit der Legende des frommen Heinrich Pfrintz erfolgte in der ersten Hälfte des 13. Jahrhunderts der Bau der Georgskapelle, die 1429 erstmals erwähnt wurde. Gerlikon gehörte kirchlich zu Gachnang, besass aber ein eigenes Kirchengut, das 1874 zugunsten des Schulhausneubaus aufgelöst wurde. Die Kapelle diente fortan als Feuerwehrlokal. Seit der 1948 abgeschlossenen Renovation finden wieder regelmässig reformierte Gottesdienste statt.
Seit den 1970er-Jahren entwickelt sich das bis anhin bäuerlich geprägte Gerlikon zur Wohngemeinde mit starker Bautätigkeit (Neubauquartiere Weberlisrebberg und Oberi Breiti).

## Bevölkerung
| Jahr         | 1870  | 1900  | 1950  | 1990  | 2000  | 2010  | 2018  | 2023  |
| Ortsgemeinde | 231   | 215   | 201   | 373   |       |       |       |       |
| Ortschaft    |       |       |       |       | 411   | 415   | 500   | 533   |
| Quelle       | [ 3 ] | [ 3 ] | [ 3 ] | [ 3 ] | [ 4 ] | [ 5 ] | [ 2 ] | [ 6 ] |

Von den insgesamt 533 Einwohnern der Ortschaft Gerlikon am 31. Dezember 2023 waren 33 bzw. 6,2 % ausländische Staatsbürger. 250 (46,9 %) waren evangelisch-reformiert und 116 (21,8 %) römisch-katholisch.

## Sehenswürdigkeiten

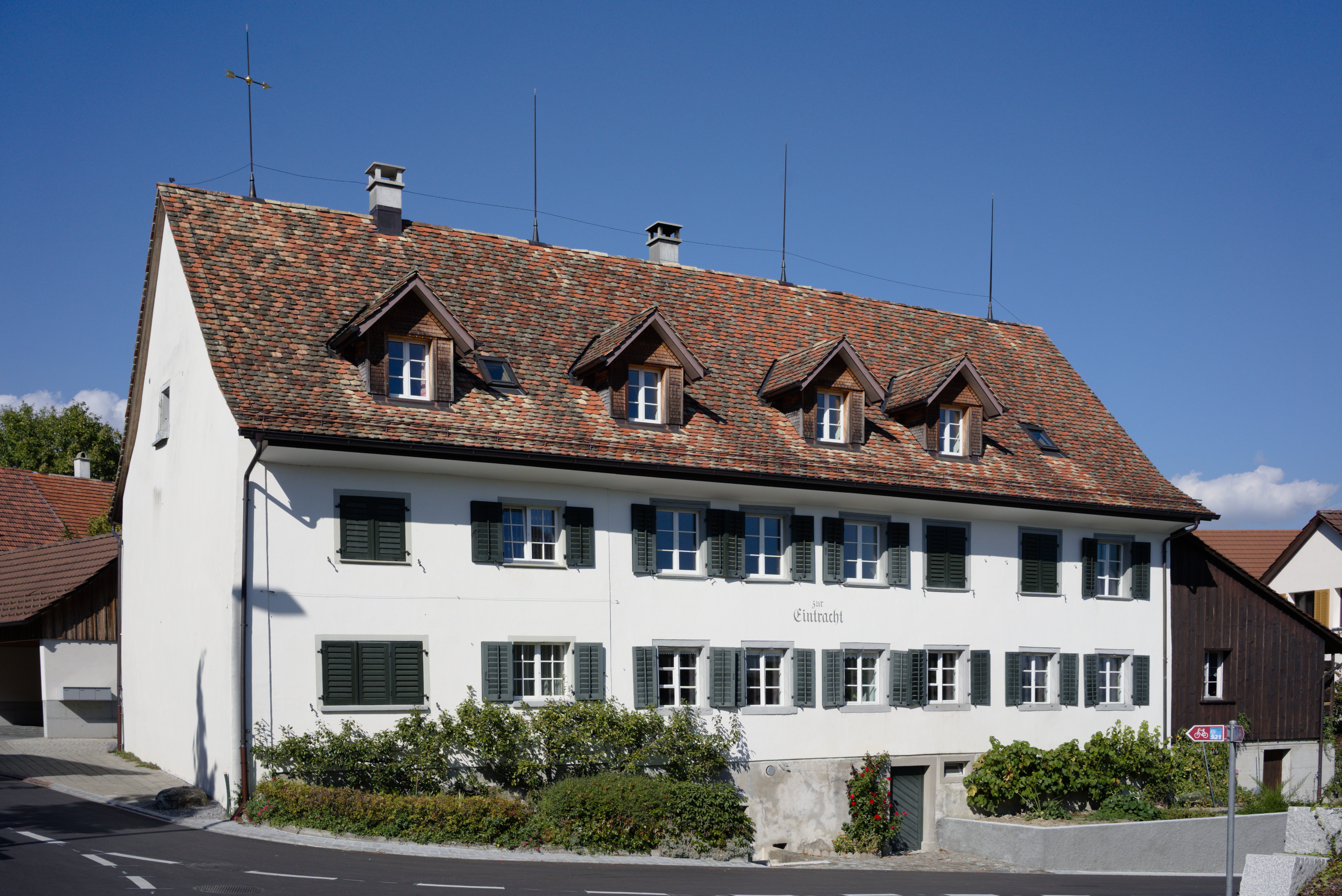
Ehemalige Wirtschaft «Zur Eintracht»

An historischer Bausubstanz ist die romanische Kapelle St. Georg aus dem 13. Jahrhundert im alten Kern des Dorfes erhalten geblieben. Das Schulhaus wurde um 1874 errichtet.
Kapelle und ehemalige Wirtschaft «Zur Eintracht» sind in der Liste der Kulturgüter in Frauenfeld aufgeführt.

## Persönlichkeiten
Als berühmtester Bewohner des Dorfes gilt der Dichter und Landmann Alfred Huggenberger (1867–1960), der einen Grossteil seines Lebens in Gerlikon verbrachte und dort starb.
Am 26. Dezember 1900 wurden der österreichische Artist Ludwig Knie (1842–1909), seine Ehefrau Marie Heim (1858–1936) und ihre fünf Kinder in Gerlikon eingebürgert.